# CHARAMEL
CHARAMEL（キャラメル）は2017年にふなっしーの呼びかけで結成された、ご当地キャラクターだけからなるキャラクターメタルバンド。ライブのたびに結成と解散を繰り返すスタイルで、主にご当地イベント・キャラクターイベント・ツアーなどの出演を行っている。

## メンバー

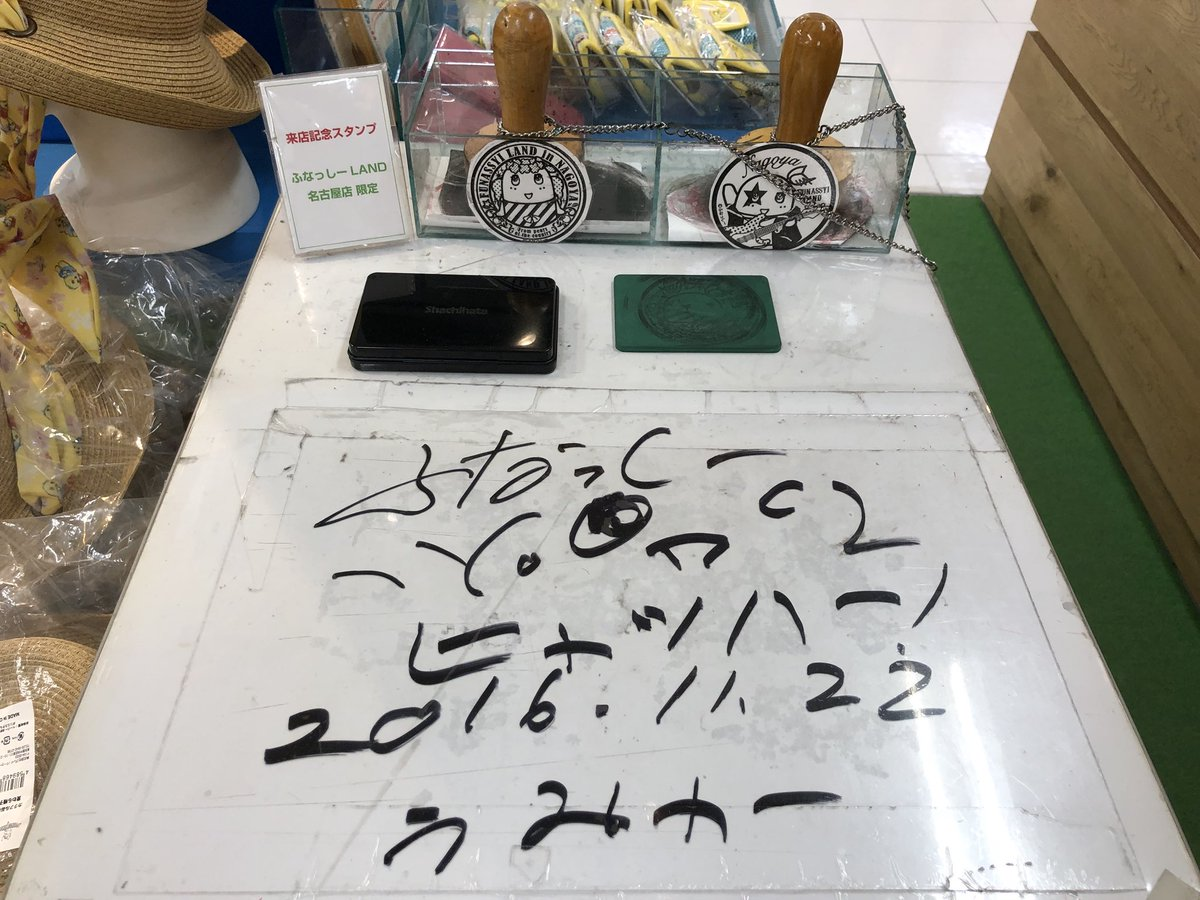
ボーカルのふなっしーのサイン（ふなっしーLAND 名古屋）

- ふなっしー（ボーカル） - 千葉県船橋市在住の梨の妖精
- アックマ（ギター） - 札幌発の北海道応援キャラクター
- カパル（ベース） - 埼玉県（公財）志木市文化スポーツ振興公社公式キャラクター
- にゃんごすたー（ドラム） - 青森県黒石市のキャラドラマー

## 来歴
- 2017年1月： 結成。全国4か所でZEPPツアー「ふなっしー 絶ブシャー祭り2017～梨祭NASSY FES.～」（札幌、名古屋、大阪、東京）[1]
- 2018年1月：「ふなっしー 絶ブシャー祭り2017～梨祭NASSY FES.～」DVD発売[2]＆ふるさと祭りin東京でライブ[3]
- 2018年3月：「スカパー！音楽祭2018」出演[4]
- 2018年7月：でんぱ組.inc コスモツアー2018～未知との遭遇～に出演（仙台）[5]
- 2018年8月 :  コアックマ＆アックマ 10周年 WOW WOW トゥナイト に出演[6]
- 2018年8-9月：「CHARAMEL SPLASH TOUR2018」（千葉、福岡、香港）[7]
- 2019年1月：ふるさと祭りin東京でライブ[8]
- 2019年2月：「CHARAMEL SPLASH TOUR2018」DVD発売[9]
- 2019年8-9月:「CHARAMETAL BAND CHARAMEL Ghoul City TOUR 2019」(千葉、千葉、東京)

## 主な楽曲
- CHARAMEL（MV - YouTube）
- アルクナシ（MV - YouTube）
- チバニクル（MV - YouTube）
- ナントカナルシング（MV - YouTube）

この他、ライブではふなっしーの楽曲が主に演奏される。